# Jungo Fujimoto
Jungo Fujimoto (jap. 藤本淳吾 Fujimoto Jungo;  ur. 24 marca 1984 w Yamato w Prefekturze Kanagawa) – japoński piłkarz występujący na pozycji pomocnika. Zawodnik klubu Shimizu S-Pulse do 2011 roku.

## Kariera klubowa
Fujimoto karierę rozpoczynał w 1999 roku w Toko Gakuen High School. W 2003 roku przeszedł na uczelnię Tsukuba University i został graczem tamtejszej drużyny piłkarskiej. W 2006 roku trafił do Shimizu S-Pulse z J. League. W tych rozgrywkach zadebiutował 5 marca 2006 roku w wygranym 2:0 pojedynku z Ventforetem Kōfu. 11 marca 2006 roku w wygranym 2:0 spotkaniu z Nagoya Grampus strzelił pierwszego gola w J. League. W debiutanckim sezonie 2006 rozegrał 28 spotkań i zdobył 8 bramek. W 2010 roku dotarł z klubem do finału Pucharu Japonii, jednak zespół Shimizu uległ tam 1:2 Kashimie Antlers. W tym samym roku Fujimoto został wybrany do jedenastki sezonu J. League. W 2011 roku został przeniesiony do Nagoya Grampus. W 2013 roku trafił do Yokohama F. Marinos. W 2016 roku został przeniesiony do klubu Gamba Osaka.

## Kariera reprezentacyjna
W reprezentacji Japonii Fujimoto zadebiutował 24 marca 2007 roku w wygranym 2:0 towarzyskim meczu z Peru.
W 2011 roku został powołany do kadry na Puchar Azji.